# Комбарбала
Комбарбала (ісп. Combarbalá) — місто в Чилі. Адміністративний центр однойменної комуни. Населення міста — 5 - 494 осіб (2002). Місто і комуна входить до складу провінції Лимарі і регіону Кокімбо.
Територія — 2257,5 км². Чисельність населення — 13 322 мешканців (2017). Щільність населення — 5,9 чол./км².

## Розташування
Місто розташоване за 144 км на південь від адм.центру області міста Ла-Серена.
Комуна межує:
- на північному сході — комуна Монте-Патрія
- на півдні — комуна Ілляпель
- на південному заході — комуна Канела
- на заході — комуни Пунітакі